# Daniel Joseph
Daniel D. Joseph (Chicago, 26 de março de 1929 — 24 de maio de 2011) foi um engenheiro mecânico dos Estados Unidos.
É conhecido por seu trabalho sobre dinâmica dos fluidos.

## Carreira acadêmica
Joseph recebeu seu diploma em sociologia pela Universidade de Chicago em 1950. Recebeu diplomas de B.S. (1959), M.S. (1960) e Ph.D. (1963) em engenharia mecânica pelo Instituto de Tecnologia de Illinois. Joseph começou sua carreira acadêmica como professor assistente de engenharia no Instituto de Tecnologia de Illinois em 1962. No ano seguinte tornou-se professor assistente de engenharia espacial e mecânica da Universidade de Minnesota. Foi nomeado professor em 1968.

## Condecorações
- Prêmio Dinâmica dos Fluidos, American Physical Society, 1999[3]
- Medalha Timoshenko, 1995
- Medalha Geoffrey Ingram Taylor, Society of Engineering Science, 1990[4]
- Membro da Academia Nacional de Ciências dos Estados Unidos, 1991
- Membro da Academia Nacional de Engenharia dos Estados Unidos, 1990.

## Livros
- Joseph, D. D., Stability of Fluid Motions, I and II, Springer-Verlag, New York (1976). ISBN 978-0471116219
- Joseph, D. D. e Y. Renardy, Fundamentals of Two-Fluid Dynamics. Part 1: Mathematical Theory and Applications, Springer-Verlag, New York (1993).
- Joseph, D. D. e Y. Renardy, Fundamentals of Two-Fluid Dynamics: Part 2: Lubricated Transport, Drops and Miscible Liquids, Springer-Verlag, New York (1993). ISBN 978-0387979106
- Joseph, D. D., Elementary Stability and Bifurcation Theory, 2nd ed., Springer (1997). ISBN 978-0-387-97068-4
- Joseph, D. D., Fluid Dynamics of Viscoelastic Liquids, Springer (2007). ISBN 978-0-387-97155-1